# 2764 Moeller
2764 Moeller è un asteroide della fascia principale. Scoperto nel 1981, presenta un'orbita caratterizzata da un semiasse maggiore pari a 2,2469398 UA e da un'eccentricità di 0,0828890, inclinata di 1,99335° rispetto all'eclittica.